# Powerful (Major Lazer)
"Powerful" is een single van de elektronische muziekgroep Major Lazer samen met de Britse zangeres Ellie Goulding en Jamaicaanse reggaezanger Tarrus Riley. Het is de tweede single van Major Lazer's derde studioalbum Peace Is the Mission, wat in 2015 uitkwam. 
De bijhorende videoclip kwam uit op 23 juli 2015 en is geregisseerd door James Slater.

## Tracklijst
| Nr. | Titel                                         | Duur |
| --- | --------------------------------------------- | ---- |
| 1.  | Powerful (met Ellie Goulding en Tarrus Riley) |      |

## Hitnoteringen

### Nederlandse Top 40
| Hitnotering: 22-08-2015 t/m 05-09-2015 | Hitnotering: 22-08-2015 t/m 05-09-2015 | Hitnotering: 22-08-2015 t/m 05-09-2015 | Hitnotering: 22-08-2015 t/m 05-09-2015 | Hitnotering: 22-08-2015 t/m 05-09-2015 |
| Week:                                  | 1                                      | 2                                      | 3                                      |                                        |
| -------------------------------------- | -------------------------------------- | -------------------------------------- | -------------------------------------- | -------------------------------------- |
| Positie:                               | 33                                     | 31                                     | 40                                     | uit                                    |

### NederlandseSingle Top 100
| Hitnotering: 15-08-2015 t/m 03-10-2015 | Hitnotering: 15-08-2015 t/m 03-10-2015 | Hitnotering: 15-08-2015 t/m 03-10-2015 | Hitnotering: 15-08-2015 t/m 03-10-2015 | Hitnotering: 15-08-2015 t/m 03-10-2015 | Hitnotering: 15-08-2015 t/m 03-10-2015 | Hitnotering: 15-08-2015 t/m 03-10-2015 | Hitnotering: 15-08-2015 t/m 03-10-2015 | Hitnotering: 15-08-2015 t/m 03-10-2015 | Hitnotering: 15-08-2015 t/m 03-10-2015 |
| Week:                                  | 1                                      | 2                                      | 3                                      | 4                                      | 5                                      | 6                                      | 7                                      | 8                                      |                                        |
| -------------------------------------- | -------------------------------------- | -------------------------------------- | -------------------------------------- | -------------------------------------- | -------------------------------------- | -------------------------------------- | -------------------------------------- | -------------------------------------- | -------------------------------------- |
| Positie:                               | 92                                     | 92                                     | 73                                     | 72                                     | 70                                     | 75                                     | 88                                     | 85                                     | uit                                    |

### 3FM Mega Top 50
| Hitnotering: 01-08-2015 t/m 22-08-2015 | Hitnotering: 01-08-2015 t/m 22-08-2015 | Hitnotering: 01-08-2015 t/m 22-08-2015 | Hitnotering: 01-08-2015 t/m 22-08-2015 | Hitnotering: 01-08-2015 t/m 22-08-2015 | Hitnotering: 01-08-2015 t/m 22-08-2015 |
| Week:                                  | 1                                      | 2                                      | 3                                      | 4                                      |                                        |
| -------------------------------------- | -------------------------------------- | -------------------------------------- | -------------------------------------- | -------------------------------------- | -------------------------------------- |
| Positie:                               | 43                                     | 42                                     | 48                                     | 48                                     | uit                                    |